# Gutendorf
Gutendorf is een plaats en voormalige gemeente in de Duitse deelstaat Thüringen. Sinds 2008 maakt het dorp deel uit van de gemeente Bad Berka in het landkreis Weimarer Land.
Gutendorf wordt voor het eerst genoemd in een oorkonde uit 1342